# Dynastie

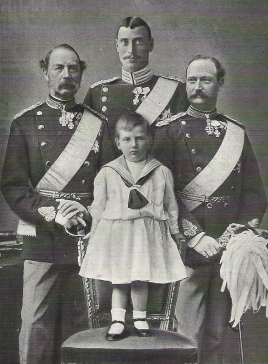
Čtyři dánští králové z Glücksburské resp. Oldenburské dynastie.

Dynastie (z řeckého: δυναστης (dynástes) = panovník) je rodová posloupnost vzájemně spřízněných osob (zpravidla potomků v mužské linii (tj. patrilinearně) rámci jedné rodiny), udržující si v určitém časovém období vliv ať už mocenský nebo hospodářský. Provádí to uplatněním tzv. sňatkové politiky, pomocí diplomacie a intrik, úspěšnou dědickou posloupností, resp. zajištěním kontinuálního obsazování významných funkcí.
Členy dynastie jsou až na výjimky všichni (legitimní) potomci zakladatele v mužské linii tj. agnáti (muži i ženy). Ženy bývají formálně pokládány za členy dynastie do té doby, dokud se neprovdají, pak jsou členy manželovy dynastie. Příslušnost k dynastii se určuje striktně patrilinearně. Existují ovšem případy, kdy členové jiné dynastie převzali jméno předchozí dynastie či se přímo považovali za její příslušníky. V českých zemích je nejznámější příklad Habsbursko-lotrinská dynastie, která je běžně označována jako Habsburkové, dalšími příklady jsou Romanov-Holstein-Gottorp/Romanovci, Braganza-Wettin/Braganzové, Oranžsko-nasavští/Oranžští (dnes se potomci vymřelé Oranžsko-nasavské dynastie stále považují za její členy),
Termínu se tradičně užívá u panovnických rodů, lze jej však neformálně použít pro období dominujícího vlivu prakticky v jakékoli oblasti lidské činnosti (rodiny průmyslových magnátů, herců, sportovců apod.). Výraz v posledních letech ustupuje do pozadí oproti anglicismu „klan“ (např. „rodinný klan“ apod.).
Podle dynastií se též často člení historická chronologie starých civilizací. Příznačné je to zvláště pro starověký Egypt, kde tradiční pojetí rozlišovalo I. až XXX. dynastii či Sumer nebo Čínu.
Dalším možným označením pro dynastii je panovnický dům (např. dům Habsburský), který není tak častý.

## Větvení dynastií

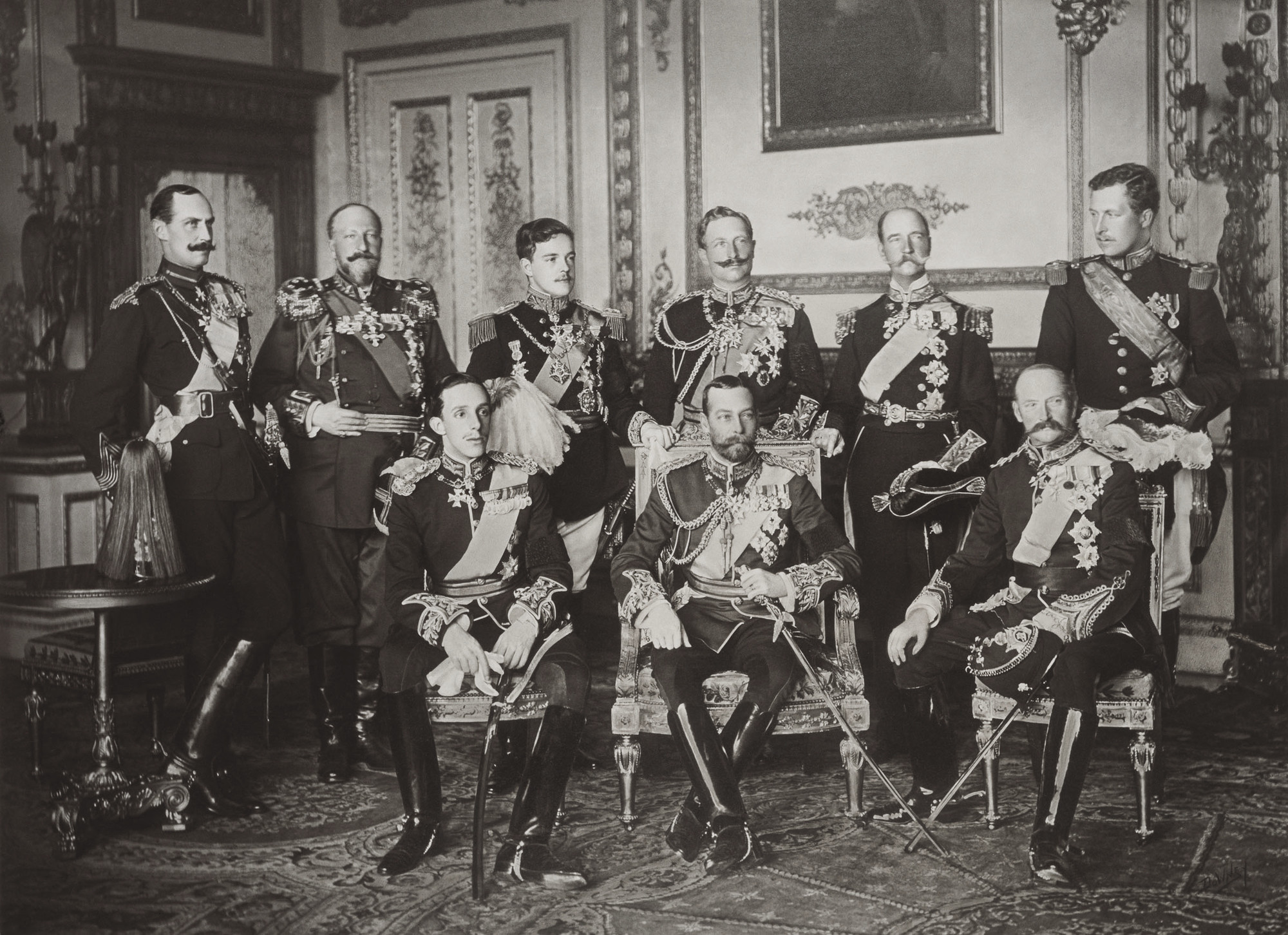
9 panovníků ze 4 dynastií: 4 Wettinové, 3 Oldenburkové, jeden Bourbon a Hohenzollern

Můžeme se také setkat s tím, že neprimogeniturní příslušník dynastie (často velkého a významného rodu) získá část dynastického území pod svou vládu nebo obsadí další trůn a vytvoří vlastní vládnoucí dynastii. Takto mohou vzniknout další (vládnoucí) větve dynastie a dochází tak k větvení dynastií. Primogeniturní větev se většinou stále považuje za původní dynastii. Podle toho, který syn je zakladatelem dané větve mluvíme o sekundogenituře (druhorozený), trigenituře (třetí syn), atd. Např. toskánští Habsburko-Lotrinkové jsou sekundogeniturou Habsbursko-lotrinské dynastie Někdy tak původní rod může obsahovat několik dalších větví či sub-větví. Původní větší dynastie se v tom případě nazývá jako rod a dané větev jako dynastie, např. rod Kapetovců (větev Robertovců) má či měl několik větví mezi nimi např. Valois (její větve Valois-Orléans, Valois-Angoulême, Valois-Burgundsko), Évreuxové, Bourboni (jejich větve Bourbon-Anjou (jejich větve španělští Bourboni, Bourbon-Obojí Sicílie, Bourbon-Parma) Bourbon-Orléans (zde je větví dynastie Orléans-Braganza), Bourbon-Conte (její větve Bourbon-Conti)), Dreux, Anjouovci (jejich větve sicilská a uherská), Burgundští (její nelegitimní větev byli Avizové (její větev Aviz-Beja a nelegitimní větev Braganzové)). V současnosti jsou ale jedinou legitimní větví Kapetovců Bourboni a jejich větve. Braganzové jsou sice agnatičtí, ale dvojnásobně nelegitimní potomci Hugo Kapeta.
Některé další významné rody s mnoha větvemi jsou Oldenburkové, Wittelsbachové, Bagrationové, Wettinové, atd. Naproti tomu bylo a je hodně dynastií, které se prakticky vůbec nevětví.

## Jméno dynastie
Jméno či název dynastie může být různého původu. Odvozuje se většinou od:
- jména zakladatele rodu, nejčastější případ, např.:
  - Karlovci (karolinská dynastie) podle Karla Velikého)
  - Kapetovci podle Hugo Kapeta
  - Karađorđevićové podle Karađorđe Petroviće
  - Dynastie Muhammada Alího podle Muhammada Alího
  - Saúdové podle Ibn Saúda

- rodového jména či bájného předka, např.:
  - Vasa
  - Šalomounovci
  - Hášimovci

- podle místa původu, např.:
  - Lucemburkové podle Lucemburska
  - Savojští podle Savojska
  - Habsburkové podle hradu Hapsburg
  - Lichtenštejnové podle hradu Liechtenstein
  - Oldenburkové podle Oldenburgu

## Evropské suverénní dynastie
Tučně jsou dynastie vládnoucí.
1. Kapetovci (Bourboni, Braganzové, Orléanští, Bourbon-Parma, Bourbon-Obojí Sicílie): Francie (od 987), Portugalsko (od 1139), Brazílie (od 1822), Španělsko (od 1700), Obojí Sicílie (od 1734), Parma (od 1731), Lucembursko (od 1964)
2. Habsbursko-lotrinská dynastie: Svatá říše římská, Rakousko, Uhersko, země Koruny české (od 1765), Toskánsko (od 1737), Modena (1814–1859).
3. Oldenburkové (Holstein–Sonderburg–Glücksburg, Windsor, dynastie Holstein–Gottorp, dynastie Holstein‑Gottorp‑Romanov): Dánsko (od 1448), Norsko (od 1448; mladší větev od 1905), Řecko (od 1862), Rusko (1762, pak od 1796), Oldenbursko (od 1180)
4. Esteni (Guelph, Welfové (Hannoverská dynastie), Fulkové): Brunšvik a Hannover (od 1235), Velká Británie (1714–1837)
5. Wettinové (Sachsen, dynastie Sachsen–Coburg und Gotha a další větve rodu, Windsor): Sasko (1423–1918), Velká Británie (od 1837, resp. 1917), Portugalsko (dynastie Braganza-Sasko-Koburg-Gotha, 1837–1910), Bulharsko (1887–1946) a Belgie (od 1831)
6. Wittelsbachové: Bavorsko a Falc (od 1180)
7. Nasavští (Nassau-Weilburg, Nassau-Dillenburg, Oranje-Nassau): Nizozemí (od 1559), Lucembursko (1559–1964)
8. Hohenzollernové: Německo (od 1871), Braniborsko (od 1420), Prusko (od 1525), Rumunsko (od 1866)
9. Württemberkové: Württembersko (od 1137)
10. Zähringerové (Bádenští): Bádensko (od 1130)
11. Reginarovci (Hesenští); (Hesensko-Kasselsko, Hesensko-Darmstadtsko, (Battenberkové) : Hesensko (od 1265)
12. Meklenburští (Niklotovci): Meklenbursko (od 1170)
13. Dynastie Lichtenštejnů: Lichtenštejnsko (od 1719)
14. Dynastie Savojská: Itálie (od 1861), Savojsko (od 1416), Španělsko (1871–1873)
15. Dynastie Karađorđevićů: Jugoslávie (od 1918), Srbsko (od 1903)
16. Dynastie Petrović-Njegoš: Černá Hora (od 1851)
17. Grimaldiové: Monako (od 1297)
18. Dynastie Bernadotte: Švédsko (od 1818)
19. Palaiologovci: Byzantská říše (1261–1453)
20. Dynastie Zogu: Albánie (1928–1939)
21. Dynastie Bagration: Gruzie (813–1810)

## Asijské dynastie
Tučně jsou dynastie vládnoucí.
1. Dynastie Jamato: Japonsko (cca od 660 př. n. l.), nejstarší vládnoucí dynastie na světě
2. Joseonská (čosonská) dynastie: Korea (1392–1910), dynastie korejských králů a posléze i císařů
3. Dynastie Čching: Čína (1644–1912)
4. Dynastie Nguyễn: Vietnam (1802–1945)
5. Dynastie Chakri: Thajsko (od 1782), vládnoucí dynastie v Thajském království
6. Dynastie Khun Lo: Laos (cca 1905–1975), jako vládci Laosu
7. Osmané: Turecko (1281–1923)
8. Dynastie Al Chalífa: Bahrajn (od 1783).
9. Hášimovci: Jordánsko (od 1921), Irák (1921–1958), Hidžáz (do 1925) a Velká Sýrie (1920)
10. Pahlaví: Persie/Írán (od 1925)
11. Kádžárovci: Persie (1794–1925)
12. Sabahové: Kuvajt (od 1756)
13. Saníové: Katar (od 1876)
14. Saúdové: Saúdská Arábie (od 1932), Nadžd (1746–1932), Hidžáz (1925–1932)
15. Saídové, Dynastie al-Said: Omán (od 1749), Zanzibar (1804/1861–1964)
16. Kásimovci: Severní Jemen (1597–1962), emirát Šardžá (cca od 18. století) a emirát Rás al-Chajmá (cca od 18. století)
17. Rašídové: Ha'il – arabský poloostrov (1836–1921)
18. Dynastie Barakzaj: Afghánistán (1818–1839, 1842–1929 a 1929–1973), emírové a později králové Afghánistánu
19. Dynastie Huraa: Maledivy (1757–1766, 1773–1953 a 1953–1968)
20. Dynastie Bolkiah: Brunej (od 1473)

### Pacifické dynastie
1. Dynastie Tupou: Tonga (od 1875)
2. Dynastie Kalākaua: Havaj (1874–1893)
3. Tounensové: Araukanie a Patagonie (1860–1878)

## Africké dynastie
Tučně jsou dynastie vládnoucí.
1. Dynastie Muhammada Alího: Egypt (1805–1953)
2. Šalomounovci: Etiopie (1270–1974), odvozují svůj původ od krále Šalamouna a královny ze Sáby
3. Alawité, Dynastie Alaouite: Maroko (od 1666)
4. Dynastie Husainid: Tunisko (1705–1957)
5. Dynastie Dlamini: Svazijsko (od c.1780)
6. Dynastie Seeiso: Lesotho (od 1822)
7. Dynastie Ntwero: Burundi (1680–1966)

## Vymřelé dynastie (Ev.)
1. Dynastie Karlovců
2. Trpimírovci (Chorvatsko 845–1091)
3. Mojmírovci
4. Přemyslovci
5. Lucemburkové
6. Jagellonci
7. Habsburkové
8. Romanovci
9. Piastovci
10. Arpádovci
11. Vasovci
12. Komnenovci
13. Obrenovićové: Srbsko (1804–1903)
14. Stuartovci: Anglie (1603–1707), Skotsko 1371–1707, Velká Británie 1707–1714)
15. Dynastie Kamehameha: Havaj (1810–1872)
16. Dynastie Kalaimamahu: Havaj (1872–1874)